# Mistéth Endre
Mistéth Endre (Buziásfürdő, 1912. szeptember 10. – Budapest, 2006. július 12.) Széchenyi-díjas magyar hídépítő mérnök, miniszter, egyes  budapesti hidak tervezője a második világháborút követő helyreállításnál.

## Életpályája
Temes vármegyében született, családja apai ágon francia hugenotta volt, anyai ágon pedig szerb és görög felmenői voltak. Apja tengerésztiszt volt, a család az ország trianoni felszabdalása után, 1922-ben átköltözött a Magyarországnak maradt területekre.
Mistéth Endre katonai pályára készülve kezdte meg tanulmányait, először a kőszegi Hunyadi Mátyás Magyar Királyi Katonai Alreál Iskola növendéke volt (ahol Ottlik Géza osztálytársa volt, az író vélhetően róla mintázta Bónis Feri alakját az Iskola a határon című regényében), majd a budapesti Bocskai István Katonai Főreáliskolában. Diplomát a budapesti műegyetemen szerzett 1935-ben. Ezután a Ganz Vagongyárban dolgozott, majd vízvezetékeket tervezett az Országos Közegészségügyi Intézetben. Később hídtervező mérnökként részt vett a Székesfehérvár és Graz közötti autóút építésében. Még később rövid ideig a Közlekedési Minisztériumban dolgozott, 1938-ban azonban csatlakozott egy tervezőirodához, 1940-ben pedig önálló irodát nyitott.
Korai munkái közt volt például az 1940-ben épített szolnoki merevítőgerendás ívhíd, amelynek nyílása a legnagyobb volt a korabeli Európában.
A nyilasok uralma idején részt vett a fegyveres ellenállási mozgalomban.

### 1945 után
A háború után Budapesten új hidakat kellett építeni, mert a visszavonuló német csapatok felrobbantották a főváros hídjait. Mistéth Endre  tervezte a „Manci” nevű ideiglenes Duna-hidat Budapesten és az első önálló hidat, a Kossuth hidat is.
Mistéth Endre 1945. november 23-án a Kisgazdapárt delegáltjaiként államtitkár lett az ipari minisztériumban. 1946. július 21-től újjáépítési miniszter, majd miután a posztot október 12-én átnevezték, építési és közmunkaügyi miniszter lett. A Magyar Közösség elleni koncepciós perben 1947-ben koholt vádakkal börtönbüntetésre ítélték, csak 1955 áprilisában szabadult. (A Magyar Testvéri Közösséghez 1942-ben csatlakozott.) Szabadulása után három és fél évig rendőri felügyelet alatt állt.
1969-ben lett a műszaki tudományok kandidátusa, majd 1978-ban akadémiai doktor lett. 1983-tól egyetemi tanár volt.

## Főbb tervei
- Manci híd (Budapest)
- Kossuth híd (Budapest)
- Kiskörei vízerőmű (másokkal)
- Erzsébet híd (közreműködő)
- Heluáni Nílus-híd (Egyiptom)
- Orontész-völgyhíd (Szíria)
- Garmat-híd (Irak)
- Tisza-híd (Máramarossziget)
- Bős-nagymarosi gát (közreműködő)

## Díjai, elismerései
- Akadémiai Díj (1991)
- A Magyar Köztársasági Érdemrend középkeresztje a csillaggal (1992)
- Eötvös József-koszorú (1995)
- Széchenyi-díj (1996) – Kiemelkedő mérnöki alkotó életművéért, a méretezéselmélet fejlesztésében nemzetközileg is elismert eredményeiért, példaértékű oktató-nevelő munkásságáért.
- A Magyar Köztársasági Érdemrend nagykeresztje (2006)

## Főbb írásai
- Erőtani méretezés valószínűségelméleti alapon; ÉTK, Bp., 1974 Budapest (Építésügyi Minőségellenőrző Intézet kiadványsorozata)
- A vízépítési kockázatvállalás néhány alkalmazása; összeáll. Bogárdi István, Hernády Alajos, Mistéth Endre; Vízdok, Bp., 1975 (Vízügyi műszaki gazdasági tájékoztató)
- Építőmérnöki szerkezetek tervezésének néhány kérdése; Műszaki Egyetem, Építőmérnöki Kar, Vasbetonszerkezetek Tanszék, Bp., 1982
- Méretezéselmélet; Akadémiai, Bp., 2001